# 购买马来西亚产品运动

马来西亚制造的原产国标签

购买马来西亚产品运动（通称：购买国货运动）是马来西亚国内贸易部及相关机构持续发起的经济项目，目的是长期鼓励国内消费者认识、购买和使用马来西亚制造的产品，以帮助保护本地制造业和促进经济发展。

## 历史
1984年，马来西亚政府发起“购买马来西亚制造产品运动”（Kempen Beli Barangan Buatan Malaysia）。2010年重新启动计划，并更名为“购买马来西亚产品运动”，延续1998年经济项目，在全球金融危机后促进国内贸易。 国内贸易部长拿督斯里依斯迈沙比里希望人民在面对倾销外国商品时，优先考虑马来西亚产品，效仿大韩民国消费者，以购买和使用本国制造商品为荣。
2020年，马来西亚面临COVID-19疫情，给国家经济带来巨大的冲击，政府为加速振兴国家经济，极力推动KBBM 2020。 KBBM 2020的销售额在首年达到33亿令吉，涉及零售业的存货单位（SKU）总数超过326,000件，在线购物平台的销售额超过1.45亿令吉。

### 马来西亚产品嘉年华
马来西亚产品嘉年华（Karnival Barangan Malaysia，KBM）是由政府部门、商业组织和相关机构联合组织的大型展销会，让本地品牌的制造商和服务提供商聚集在活动现场，展示和销售马来西亚制造产品，提供特别优惠或促销活动吸引消费者，通常涵盖食品、服装、家居用品、工艺品、电子产品等商品，并有娱乐、表演和美食摊位，为消费者创造愉快的购物体验。

## 轶事
2020年，国内贸易部长拿督阿历山大南达林奇在《乌宾与伊平》第14季第9集以动画形象登场，推广马来西亚制造的产品，该集的标题源自KBM的口号“我们的商品，好的商品”（Barang Baik, Barang Kita）。